# Marko Mirić
Marko Mirić (in serbo Марко Мирић?; Kragujevac, 26 marzo 1987) è un calciatore serbo, centrocampista del Napredak Markovac.

## Palmarès

### Competizioni nazionali
- Coppa di Serbia: 1

Stella Rossa: 2011-2012
- Prva Liga Srbija: 1

Radnički Kragujevac: 2020-2021